# Bailliage de Ternier
1536–1567
Entités précédentes :
- Châtellenie de Ternier
Mandement de Gaillard

Entités suivantes :
- Bailliage (savoyard) de Ternier

Le bailliage de Ternier est un bailliage du canton de Berne de 1536 à 1567, puis du duché de Savoie et du royaume de Sardaigne de 1567 à sa suppression en 1780.

## Histoire
Les Bernois, venus au secours de la ville de Genève, s'emparent de la châtellenie savoyarde de Ternier et en font un bailliage, auquel est réuni le mandement de Gaillard. Le bailliage est rendu à la maison de Savoie en 1567. Il est supprimé en 1780.
La seigneurie de Ternier est confisquée à François de Luxembourg-Martigues en 1536, mais lui est rendue en 1547. À la suite des décès de François de Luxembourg-Martigues et de son fils Charles en 1553, la seigneurie revient à Berne.